# Gunung Jaya
Gunung Jaya is een bestuurslaag in het regentschap Brebes van de provincie Midden-Java, Indonesië. Gunung Jaya telt 938 inwoners (volkstelling 2010).